# Quinchamalium peruviauum
Quinchamalium peruviauum là một loài thực vật có hoa trong họ Schoepfiaceae. Loài này được J.St.-Hil. miêu tả khoa học đầu tiên năm 1805.